# Frank Aletter
Frank Aletter (14 de enero de 1926-13 de mayo de 2009) fue un actor teatral, cinematográfico y televisivo de nacionalidad estadounidense.

## Biografía
Nacido en la ciudad de Nueva York, en los años 1950 actuó en el circuito de Broadway en la obra Bells Are Ringing, Time Limit, y Wish You Were Here.
Pronto se dedicó a la televisión, medio en el que hizo una prolífica carrera, siendo actor invitado en numerosos shows emitidos entre 1956 y 1988. En los años 1960, Aletter proyagonizó Bringing Up Buddy, una sitcom de la CBS sitcom en la que actuó junto a Enid Markey y Doro Merande. La primera mujer de Aletter, Lee Meriwether, en su momento elegida Miss America, y con la que estuvo casado desde 1958 a 1974, en una ocasión fue artista invitada del show.
Tras Bringing Up Buddy, Aletter trabajó en el drama criminal de ABC Target: The Corruptors, la serie de antología de CBS The Lloyd Bridges Show, y el drama médico de la NBC The Eleventh Hour. Fue el asesino Harry Collins en un episodio de 1963 de Perry Mason, "The Case of the Skeleton's Closet." Ese mismo año actuó en The Twilight Zone, en el episodio "The Parallel". Al año siguiente fue Tommy Towne en "The Case of the Arrogant Arsonist", otra entrega de Perry Mason.
En la temporada 1964–1965, Aletter actuó en The Cara Williams Show, interpretando Cara Williams a su esposa televisiva. En la siguiente temporada televisiva trabajó como invitado en dos episodios del drama bélico de ABC Twelve O'Clock High.
Aletter tuvo otro papel regular en It's About Time, una serie creada por Sherwood Schwartz y emitida por la CBS in 1966–1967.
Otro de sus papeles fue el del Profesor Irwin Hayden en el serial dirigido por Richard Donner en 36 episodios La Isla del Peligro, un segmento del programa El Show de los Banana Splits, emitido por la NBC desde 1968 a 1970. En el otoño de 1970 hizo un papel de reparto en otra sitcom de la NBC, Nancy.
De entre sus actuaciones cinematográficas destacan las que llevó a cabo en Mister Roberts, Tora! Tora! Tora!, y el film de Walt Disney Pictures A Tiger Walks.
Otro de sus papeles destacados fue el de "George Snyder" en la sitcom de 1970 Maude (protagonizada por Beatrice Arthur), en concreto en el episodio Love And Marriage. También fue "Harry," un polígamo con cuatro esposas, actuando junto a Rue McClanahan en el episodio piloto de The Golden Girls.
Además de su trabajo artístico, Aletter trabajó para el Screen Actors Guild, siendo elegido vicepresidente en 1987.
Frank Aletter falleció a causa de un cáncer de pulmón en Tarzana, California, en 2009, 18 días después de la muerte de la estrella de The Golden Girls, Beatrice Arthur. Con Lee Meriwether tuvo dos hijas: las actrices Kyle Aletter-Oldham y Lesley Aletter. Su segunda esposa, Estella, había sido Miss Hurricane Hunter en 1984. Con ella tuvo dos hijastras, Julia y Alexandria Hodes. 

## Filmografía

### Cine
- Mister Roberts (1955)
- A Tiger Walks (1964)
- Tora! Tora! Tora! (1970)
- Now You See Him, Now You Don't (1972)
- Run, Cougar, Run (1972)
- Private School (1983)
- Vasectomy: A Delicate Matter (1986)

### Televisión
- The Alcoa Hour – serie TV, un episodio (1956)
- Kraft Television Theatre – serie TV, un episodio (1956)
- The United States Steel Hour – serie TV, un episodio (1959)
- Bringing Up Buddy – serie TV, 35 episodios (1960-1961)
- General Electric Theater – serie TV, un episodio (1961)
- The Gertrude Berg Show – serie TV, un episodio (1962)
- Armstrong Circle Theatre – serie TV, 5 episodios (1955-1962)
- Target: The Corruptors – serie TV, un episodio (1962)
- The Lloyd Bridges Show – serie TV, un episodio (1962)
- Alcoa Premiere – serie TV, un episodio (1962)
- The Lucy Show – serie TV, un episodio (1962)
- Hazel – serie TV, un episodio (1963)
- The Twilight Zone – serie TV, un episodio (1963)
- Wide Country – serie TV, un episodio (1963)
- The Big Brain – telefilm (1963)
- My Favorite Martian – serie TV, un episodio (1963)
- The Eleventh Hour – serie TV, un episodio (1963)
- Dr. Kildare – serie TV, un episodio (1963)
- Perry Mason – serie TV, 2 episodios (1963-1964)
- Grindl – serie TV, un episodio (1964)
- The Great Adventure – serie TV, un episodio (1964)
- The Cara Williams Show – serie TV, 30 episodios (1964-1965)
- El fugitivo – serie TV, un episodio (1965)
- Ben Casey – serie TV, 2 episodios (1963-1966)
- 12 O'Clock High – serie TV, 2 episodios (1965-1966)
- It's About Time – serie TV, 26 episodios (1966-1967)
- El Show de los Banana Splits – serie TV, 9 episodios (1968-1969)
- The Doris Day Show – serie TV, un episodio (1969)
- Petticoat Junction – serie TV, 2 episodios (1966-1969)
- Lassie: Peace Is Our Profession – telefilm (1970)
- My World and Welcome to It – serie TV, un episodio (1970)
- The Mod Squad – serie TV, un episodio (1970)
- Nancy – serie TV (1970)
- Audacia es el juego – serie TV, un episodio (1970)
- Centro médico – serie TV, un episodio (1971)
- Love, American Style – serie TV, un episodio (1971)
- Nanny y el profesor – serie TV, un episodio (1971)
- Funny Face – serie TV, un episodio (1971)
- The F.B.I. – serie TV, 2 episodios (1968-1972)
- The Don Rickles Show – serie TV, un episodio (1972)
- The Bold Ones: The Lawyers – serie TV, un episodio (1972)
- Lassie – serie TV, 2 episodios (1972)
- Banyon – serie TV, un episodio (1972)
- Maude – serie TV, un episodio (1972)
- Temperatures Rising – serie TV, un episodio (1972)
- Jigsaw – serie TV, un episodio (1973)
- Ironside – serie TV, 3 episodios (1969-1973)
- MASH – serie TV, un episodio (1973)
- Disneyland – serie TV, 2 episodios (1973)
- Adam-12 – serie TV, un episodio (1974)
- Planet of the Apes – serie TV, un episodio (1974)
- The Six Million Dollar Man – serie TV, un episodio (1975)
- Kolchak: The Night Stalker – serie TV, un episodio (1975)
- Mannix – serie TV, 2 episodios (1967-1975)
- S.W.A.T – serie TV, un episodio (1975)
- Kojak – serie TV, un episodio (1975)
- Marcus Welby, M.D. – serie TV, 4 episodios (1973-1975)
- The Invisible Man – serie TV, un episodio (1975)
- Petrocelli – serie TV, un episodio (1976)
- Rich Man, Poor Man – miniserie TV, un episodio (1976)
- Cannon – serie TV, 2 episodios (1971-1976)
- Hunter – serie TV, un episodio (1976)
- Holmes and Yo-Yo – serie TV, un episodio (1976)
- The Quest – serie TV, un episodio (1976)
- What's Happening!! – serie TV, un episodio (1977)
- Blansky's Beauties – serie TV, un episodio (1977)
- Insight – serie TV, 6 episodios (1971-1977)
- Switch – serie TV, 2 episodios (1976-1977)
- All in the Family – serie TV, un episodio (1978)
- The Bionic Woman – serie TV, un episodio (1978)
- Project U.F.O. – serie TV, un episodio (1978)
- La mujer policía – serie TV, 3 episodios (1975-1978)
- Columbo – serie TV, un episodio (1978)
- Operation Petticoat – serie TV, un episodio (1978)
- David Cassidy - Man Undercover – serie TV, un episodio (1978)
- Emergency! – serie TV, 2 episodios (1972-1978)
- La isla de la fantasía – serie TV, 2 episodios (1978-1979)
- The Love Boat – serie TV, un episodio (1979)
- Hello, Larry – serie TV, un episodio (1980)
- ABC Weekend Specials – serie TV, un episodio (1981)
- Lou Grant – serie TV, un episodio (1981)
- Fabricante de estrellas (The Star Maker) – telefilm (1981)
- Three's Company – serie TV, un episodio (1981)
- CHiPs – serie TV, un episodio (1982)
- Quincy M.E. – serie TV, 3 episodios (1978-1982)
- Capitol – serie TV (1982) (1982)
- Alice – serie TV, un episodio (1983)
- Love, Sidney – serie TV, un episodio (1983)
- The Facts of Life – serie TV, un episodio (1983)
- Automan – serie TV, un episodio (1984)
- Simon & Simon – serie TV, un episodio (1984)
- Murder, She Wrote – serie TV, un episodio (1985)
- Hotel – serie TV, un episodio (1985)
- Three's a Crowd – serie TV, un episodio (1985)
- The Stunt Man – serie TV, 2 episodios (1982-1985)
- The Golden Girls – serie TV, un episodio (1985)
- Dallas – serie TV, un episodio (1986)
- T. J. Hooker – serie TV, un episodio (1986)
- Falcon Crest – serie TV, un episodio (1986)
- You Again? – serie TV, un episodio (1987)
- Matlock – serie TV, un episodio (1987)
- 1st & Ten – serie TV, un episodio (1988)
- The New Adam-12 – serie TV, un episodio (1991)
- General Hospital – serie TV (1991)